# C79 (viseur)
 (novembre 2019).
Si vous disposez d'ouvrages ou d'articles de référence ou si vous connaissez des sites web de qualité traitant du thème abordé ici, merci de compléter l'article en donnant les références utiles à sa vérifiabilité et en les liant à la section « Notes et références ».
Pour les articles homonymes, voir C79.

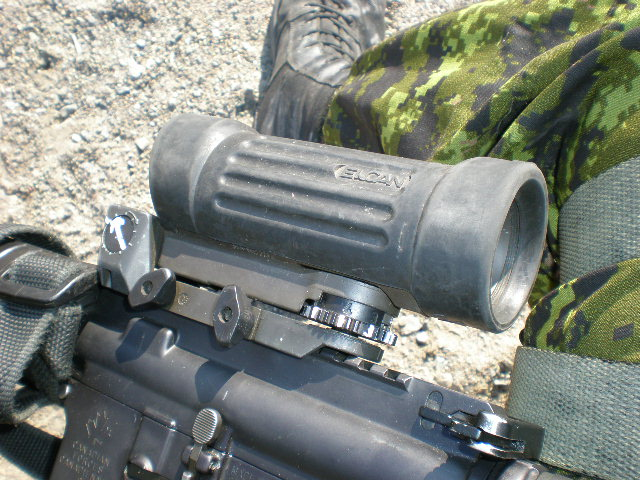
Viseur optique C79 Elcan sur sa C7A1

Le viseur optique C79 est un viseur télescopique pour armes légères. Il est de 3,4×28mm OTAN, soit un grossissement de x 3,4 et un objectif de 28 mm de diamètre. Un réticule éclairé au tritium permet de voir dans des conditions normales et de faible luminosité. Le viseur lui-même est purgé à l'azote pour éviter la formation de buée et est recouvert d'un revêtement de caoutchouc blindé. Il peut être monté sur une variété de fusils et de mitrailleuses légères à l'aide du système de montage sur rail M1913 Picatinny ou du système de rail similaire "Diemaco" que l'on trouve sur les armes légères produites par Diemaco/Colt Canada. Il est fabriqué par Elcan et peut être trouvé sur les armes de service militaire dans le monde entier. Son nom de produit Elcan est le SpecterOS3.4x, bien qu'en service au Canada, on l'appelle généralement le C79 ou le C79A2. Les viseurs de fusil similaires sont :
- ACOG (Viseur Optique de Combat Avancé (VEN)) ;
- SUSAT ( Sight Unit Small Arms, Trilux (VEN) ) ou Dispositif Optique pour Armes Légères, Trilux (VF) ).

## Utilisation
Le Elcan C79 est le principal système de visée des armes légères des Forces canadiennes et est monté sur les carabines de service Diemaco C7 et C7A2, la famille C8 Carbine, ainsi que la mitrailleuse légère C9A1. Il est également utilisé dans les armées du Danemark, de l'Armée royale néerlandaise, du Corps des Marines néerlandais et de la Norvège.
En service au Canada, tous les fusils C7A1 et -A2 sont équipés d'un viseur C79 en standard. Le C7A1 utilise un viseur C79, qui se distingue facilement par son revêtement en caoutchouc noir mat. Après avoir examiné les commentaires des soldats qui ont utilisé le viseur, Elcan a produit la quatrième génération de monture C79, connue sous le nom de C79A2, et est monté sur le fusil C7A2, ainsi que quelques fusils C8A2. Le viseur C79A2 fait partie du programme de mise à jour de mi-vie du C7A2 de l'inventaire des systèmes de fusils C7A1 des Forces canadiennes. Les anciens fusils et viseurs sont destinés à être échangés 1:1 et apportés à la norme -A2.
En service néerlandais, il est utilisé sur les séries d'armes à feu Diemaco C7 (infanterie régulière), C7A1 (infanterie mobile aérienne) et C8, FN minimi et FN MAG. 